# Lemon Jelly
Lemon Jelly ist der Künstlername des Produzentenduos Fred Deakin und Nick Franglen, die in der elektronischen Musik tätig sind. Stilistisch bewegen sie sich zwischen Easy Listening und Trip-Hop.

## Werdegang
Ihr erstes Album Lemonjelly.ky erschien am 23. Oktober 2000. Es folgten Lost Horizons (23. Oktober 2002) und ’64-’95 (31. Januar 2005). Bei den Aufnahmen zu diesen Alben wurden Deakin und Franglen von verschiedenen Gastmusikern unterstützt, darunter Guy Pratt (Pink Floyd) und Bob Young (Status Quo).

## Diskografie

### Alben
- 2000: Lemonjelly.ky (UK: Gold)
- 2002: Lost Horizons
- 2005: ’64-’95

### Singles
- 2002: Space Work
- 2003: Nice Weather for Ducks
- 2004: Stay With You
- 2005: The Shouty Track
- 2005: Make Things Right